# Obrium takahashii
Obrium takahashii är en skalbaggsart som beskrevs av Keiichi Kusama och Masatoshi Takakuwa 1984. Obrium takahashii ingår i släktet Obrium och familjen långhorningar. Inga underarter finns listade i Catalogue of Life.